# Николо-Шартомский монастырь
Нико́ло-Шарто́мский монасты́рь — мужской монастырь Шуйской епархии Русской православной церкви, расположенный на реке Молохте в селе Введеньё Шуйского района Ивановской области России.
Крупнейший монастырь епархии и области. Возвращён Церкви в 1990 году, одним из первых в СССР.
В XV-XVI веках являлся родовой усыпальницей князей Горбатые-Шуйские, где «из старины все их прародители» «легли у Николы Чюдотворца на Шархтме».

## История монастыря
Точная дата и обстоятельства основания монастыря не известны. Монахи считают, что монастырь возник не позднее XIV века. По преданию, некая благочестивая крестьянка обрела небольшую икону святителя Николая Чудотворца у реки Шахмы, которая тогда ещё называлась Шартомой, после чего недалеко от этого места была заложена обитель святителя Николая. По другой версии, монастырь был основан иноками, бежавшими из Суздаля после татаро-монгольского нашествия.
Первое документальное упоминание о монастыре находится в духовной грамоте 1425 года (или 1444 года), подписанной архимандритом Шартомского монастыря Кононом, в которой удельная княгиня Мария (в монашестве Марина) передаёт во владение некоторые свои земли суздальскому Спасо-Евфимиеву монастырю. В грамоте княгиня отдаёт также некоторые из своих земель во владение Шартомскому монастырю. Подаренные земельные участки и наличие архимандрита указывает на то, что к тому времени монастырь уже приобрёл значительный вес в обществе. В 1506 году великий князь Василий III даровал монастырю несудимую грамоту, а в 1553 году царь Иван IV отдал монастырю во владения деревни из отчины князей Горбатых, что указывает на дальнейший рост значимости монастыря.
XVII век был менее благоприятным для монастыря. Во время Смуты обитель сильно пострадала от набегов польско-литовского иноземного войска. Из «допросных речах шуйского земского старосты Федора Иванова, соборного попа Парфёна Данилова, и всех шуйских посадских людей»:

Въ нынѣшнемъ 127 году, Польские и Литовские люди, Черкасы и съ Вязниковъ воры, и Казаки, въ вотчинѣ у Николы Чудотворца были, и войною по селамъ и по деревням стояли, и на монасырѣ, и монастырскую вотчину разорили; и въ церквѣ образы обдирали и сосуды церковные брали, и ризы, и шапку архимандричью, и всю службу взяли, и лошади монастырския побрали, и рогатую скотину большую и малую побили, и братью, и служки, и крестьянъ посѣкли; и села монастырские пожгли; и хлѣбъ стоячий и молоченой побрали; и всякомъ разорениемъ монастырь и монастырскую вотчину разорили; и слугъ и крестъянъ въ полонъ поимали. — То наши и рѣчи.
В 1624 году монастырь был вновь ограблен разбойниками, которые убили нескольких монахов и похитили казну.
В 1645 году, при архимандрите Иоасафе, монастырь, как сказано в одном старинном акте, «изволением Божиим, от молнии, до основания выгорел». После этого пожара обитель стали возводить вновь, но на этот раз в камне и на новом месте, ближе к устью Молохты. Первым каменным строением монастыря стал Никольский собор.

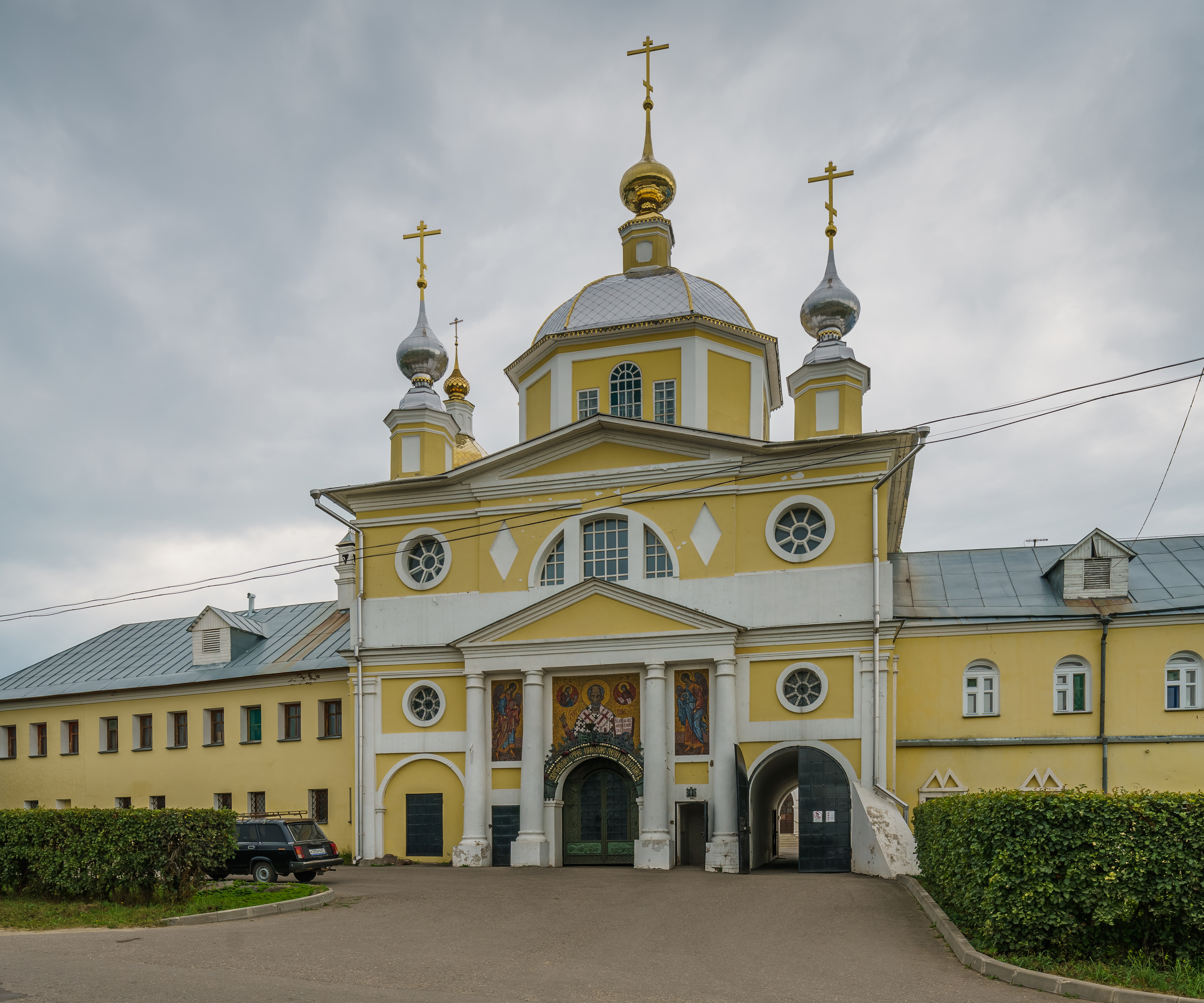
Надвратная Преображенская церковь

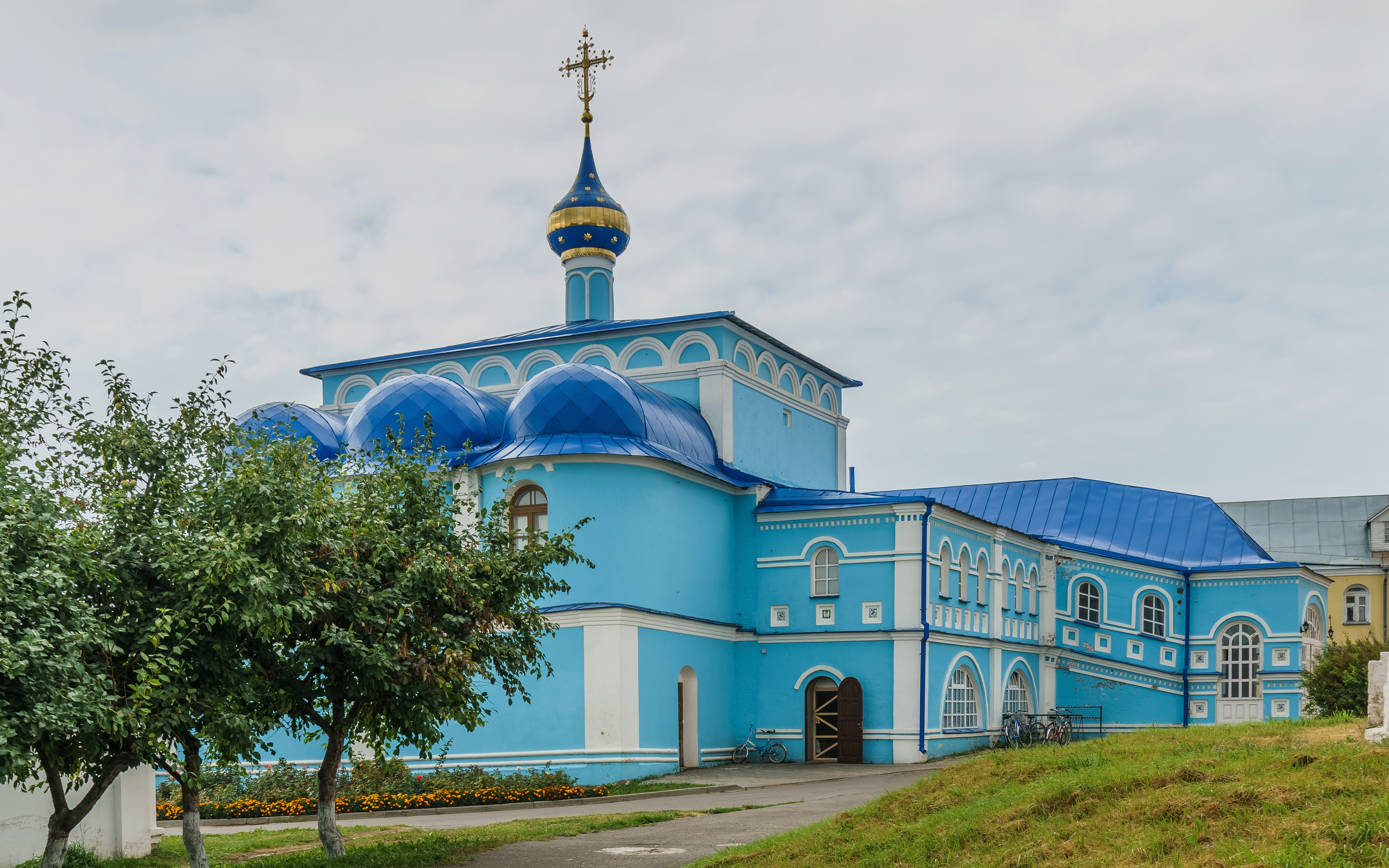
Казанская церковь

Со временем монастырь потерял значение. Секуляризационная реформа 1764 года, нанёсшая удар по монастырям России, подорвала его материальное благосостояние. Были отобраны значительные монастырские владения, закрыты и обращены в приходские храмы и небольшие, подчинённые монастырю обители, среди которых были Шуйский Троицкий монастырь (сейчас городское кладбище), Козмодамианская пустынь во Владимирском уезде, Богоявленский мужской монастырь в Мстёрской слободе, Городищевская пустынь Суздальского уезда, Казанский монастырь в Кохме. Обитель превратилась в третьеклассный (самый низший класс) монастырь, со штатом в 12 монахов, управлявшийся уже не архимандритами, а игуменами.
До середины XIX века у монастырских стен ежегодно проходила Никольская ярмарка, привлекавшая купцов из окрестных регионов. В XVIII веке обители покровительствовали многие дворяне Шуйского уезда и купцы из Ярославля, Ростова Великого, Кинешмы и Шуи.
В XIX веке, в связи с проведением железной дороги потеряли свое значение и ярмарки, что негативно отразилось на благосостоянии монастыря. В конце XIX века он даже не имел возможности поддерживать благолепие зданий и неоднократно вынужден был обращаться за помощью в Святейший синод и к православным жертвователям и благотворителям. В конце XIX века монастырю оказывали материальную помощь многие шуйские и иваново-вознесенские фабриканты, однако, несмотря на финансовую поддержку, обитель после постройки железной дороги Шуя — Иваново-Вознесенск, оттянувшей большой поток путников, проезжавших ранее близ монастыря, постепенно беднела.
В середине 1920-х годов обитель была закрыта, кельи превращены в жилые помещения жителей села Введенье, пострадавших от сильного пожара, а церковные постройки первоначально пустовали, затем в них местный колхоз (позднее совхоз «Шуйский») разместил различные складские помещения. Последние здесь располагались до начала 1980-х годов.
Как памятник культовой архитектуры комплекс Николо-Шартомского монастыря был поставлен под государственную охрану федерального (общероссийского) значения в 1960 году. Осенью 1990 года Николо-Шартомский монастырь был возвращён Русской православной церкви. К этому времени часть зданий уже превратилась в руины. Реставрационные работы ансамбля начались в середине 1980-х годов, их проводила Ивановская СНРПМ, а после открытия монастыря и до настоящего времени — монастырская братия.
Архимандриты
1. Конон (после 1425, при великом князе Василии Васильевиче)
2. Михаил (1458)
3. Иоанникий (1463)
4. Максим (1485)
5. Константин (1506)
6. Тимофей (бывший, упом. 1519)
7. Тихон (1535—1538)
8. Иона (1553)
9. Геласий (1578)
10. Тихон (1618)
11. Феодосий (1623)
12. Онисифор (1630 — 23 августа 1634)
13. Варсонофий (16 сентября 1634—1635)
14. Иоасаф (1639—1650)
15. Макарий (1651 — июнь 1654)
16. Павел (1658—1661)
17. Иаков (упом. февраль 1663 — упом. 1664)
18. Савватий (упом. 1666 — упом. 1668)
19. Иона (упом. 1671 — упом. 1672)
20. Нафанаил (1675—1676)[7]
21. Симеон (упом. 1678 — упом. 1680)
22. Моисей (упом. 1683)
23. Матфей (упом. 1683 — упом. 1686)
24. Александр (1700—1710)
25. Павел (1710—1712)
26. Сильвестр (1713—1720)
27. Нафанаил (1721—1734)
28. Кирилл (1735 — 20 марта 1736)
29. Лев (1736—1740)
30. Макарий (1740—1746)
31. Филарет (1748 — ?)
32. Феодосий (1754—1756)
33. Филарет (упом. 1757)
34. Феофилакт (упом. 1759)
35. Иоасаф (Шестаковский) (10 января 1761—1763)
36. ? Димитрий и Кирилл (ректоры семинарии)
37. Анания (1764—1767)

Игумены
1. Венедикт (1768—1770)
2. Никодим (1770—1771), архим.
3. Соломон (Доброгорский) (1771—1772)
4. Арсений (Изографов) (1772—1774)
5. Порфирий (упом. 1776—1779)
6. Филарет (1779—1780)
7. Иоасаф (1780 — 29 августа 1786[8])
8. Виктор (1786—1797)
9. Гавриил (1797—1822)
10. Филарет (упом. 1825)
11. Макарий (упом. 1828)
12. Назарий (упом. 1829)
13. Аарон (1830 — ?)
14. Иларион (упом. 1844)
15. Алексий (упом. 1845)
16. Гедеон (упом. 1853 — упом. 1856)
17. Иларион (упом. 1857—1867)
18. Петр (упом. 1869)

Наместники при архимандритстве Иваново-Вознесенских архиереев (1990 — 4 октября 2012)
1. Никон (Фомин) (1 февраля 1991 — 4 октября 2012)

Наместники при архимандритстве Шуйских архиереев (с 4 октября 2012)
1. Филипп (Понамарчук) (с октября 2012 — н.в.)[9].

## Современность
По числу насельников (более 100 человек) это один из крупнейших мужских монастырей России. Монастырь занимается преимущественно строительно-ремонтными и сельскохозяйственными работами, осуществляет и духовно-просветительскую деятельность. Ежедневно совершается богослужение по монастырскому чину. В 2012 году в обители обосновалось епархиальное управление новоучреждённой Шуйской епархии.
Несколько храмов в городах Иваново, Шуе, Юрьевце и посёлке Палех являются подворьями Николо-Шартомского монастыря. В Иванове создан детский приют для мальчиков. На подворьях ведётся духовно-просветительская работа, внебогослужебные беседы.

### Часовня на берегу реки
На историческом месте близ деревни Фёдосово на берегу Шартомы (Шахмы), которое издревле почиталось в народе, в XIX веке стояла небольшая каменная часовня, и бил целебный источник, и каждый год на праздник перенесения мощей святителя Николая в Бари монастырская братия вместе с местными жителями читала у часовни акафист святителю Николаю. В советское время память об этом святом месте почти исчезла, часовня была разрушена.
В праздник рождества святителя Николая 11 августа 2011 года наместник монастыря архимандрит Никон благословил провести крестный ход из села Введеньё к этому месту. Старинная традиция малого крестного хода была возобновлена. Ныне крестный ход на Шартому совершается в первое воскресенье после 11 августа. На берегу реки был установлен небольшой крест. В 2014 году был найден фундамент разрушенной часовни, и рядом с ним была установлена деревянная крест-часовня с памятной надписью о чудесном явлении на этом месте иконы святителя Николая Чудотворца.

## Сооружения
- Никольский собор (1650-е годы).

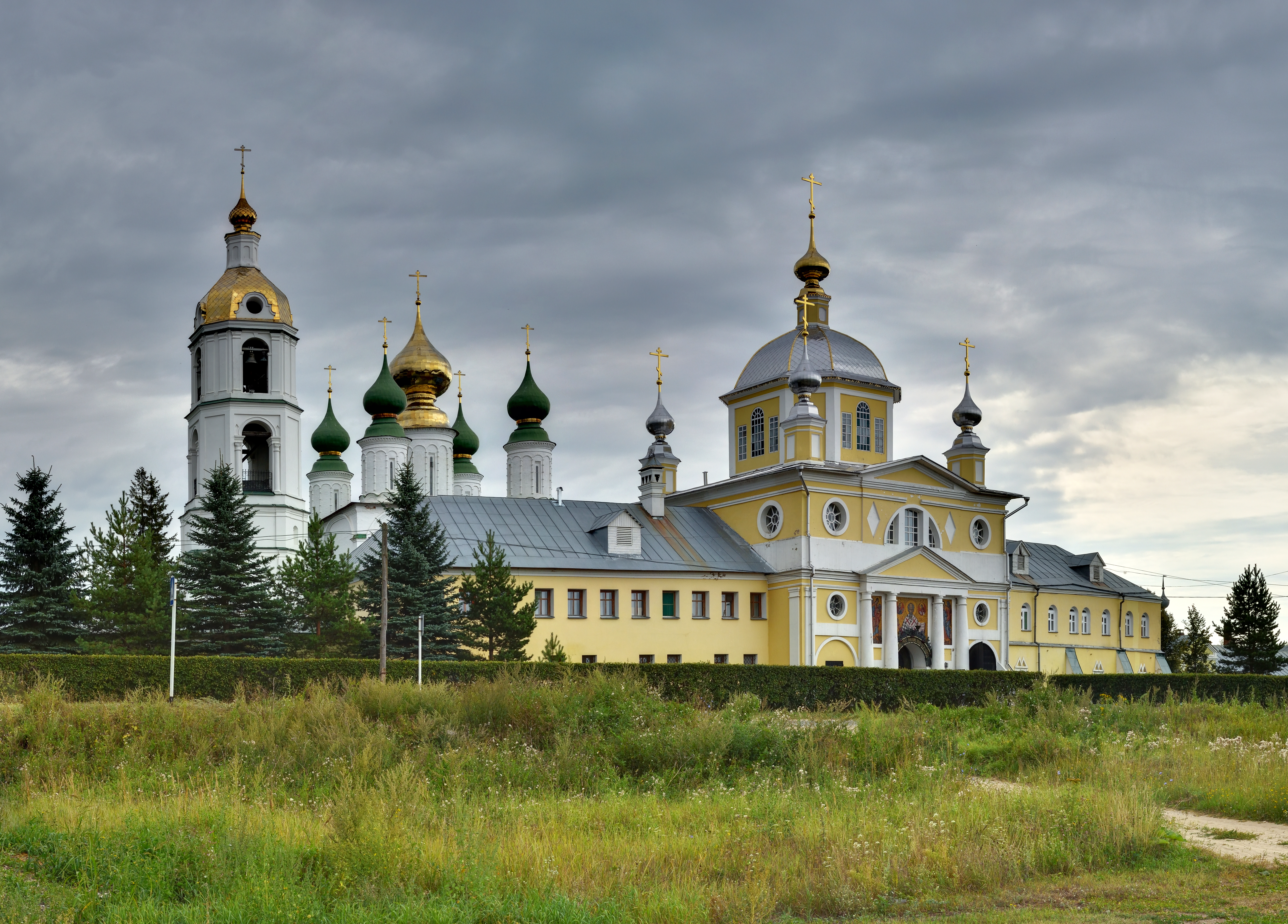
Общий вид архитектурного ансамбля

- Церковь Казанской иконы Божией Матери (1678).
- Надвратная Спасо-Преображенская церковь (1783—1813).
- Братские кельи и ограда с башнями (середина XIX века).
- Пятиярусная колокольня (XVII—XIX века).

### Никольский собор
Ансамбль Шартомского монастыря сформировался в целом во второй половине XVII — первой половине XIX века. Никольский собор является самым древним строением монастыря и центром его архитектурного ансамбля.
В челобитной Алексею Михайловичу архимандрит Иоасаф рассказывает, как монастырский мирской староста, который собирал деньги у народа на нужды монастыря, после пожара 1649 года был убит и ограблен «Иваном Ахметевым». Эта челобитная свидетельствует, что средства на монастырские постройки в середине XVII века были в основном собраны с крестьян монастырских вотчин. Царь оставил прошение без ответа, и средства были вновь собраны с крестьян, так как уже в 1651 году новый каменный собор был освящён по благословению архиепископа Суздальского и Тарусского Серапиона. Нельзя с уверенностью говорить, что в названном году было завершено строительство собора, так как данная дата взята с водружального креста, который мог быть освящён ранее или во время воздвижения самого храма. Поэтому, несмотря на принятую дату основания — 1651 год, возможно, монастырь был достроен только ко второй половине 1650-х годов.
Никольский собор разделил судьбу Шартомского монастыря: упадок конца XVIII века, когда монастырь потерял все свои владения, расцвет второй половины XIX века и разруху XX столетия.

### церковь Преображения Господня

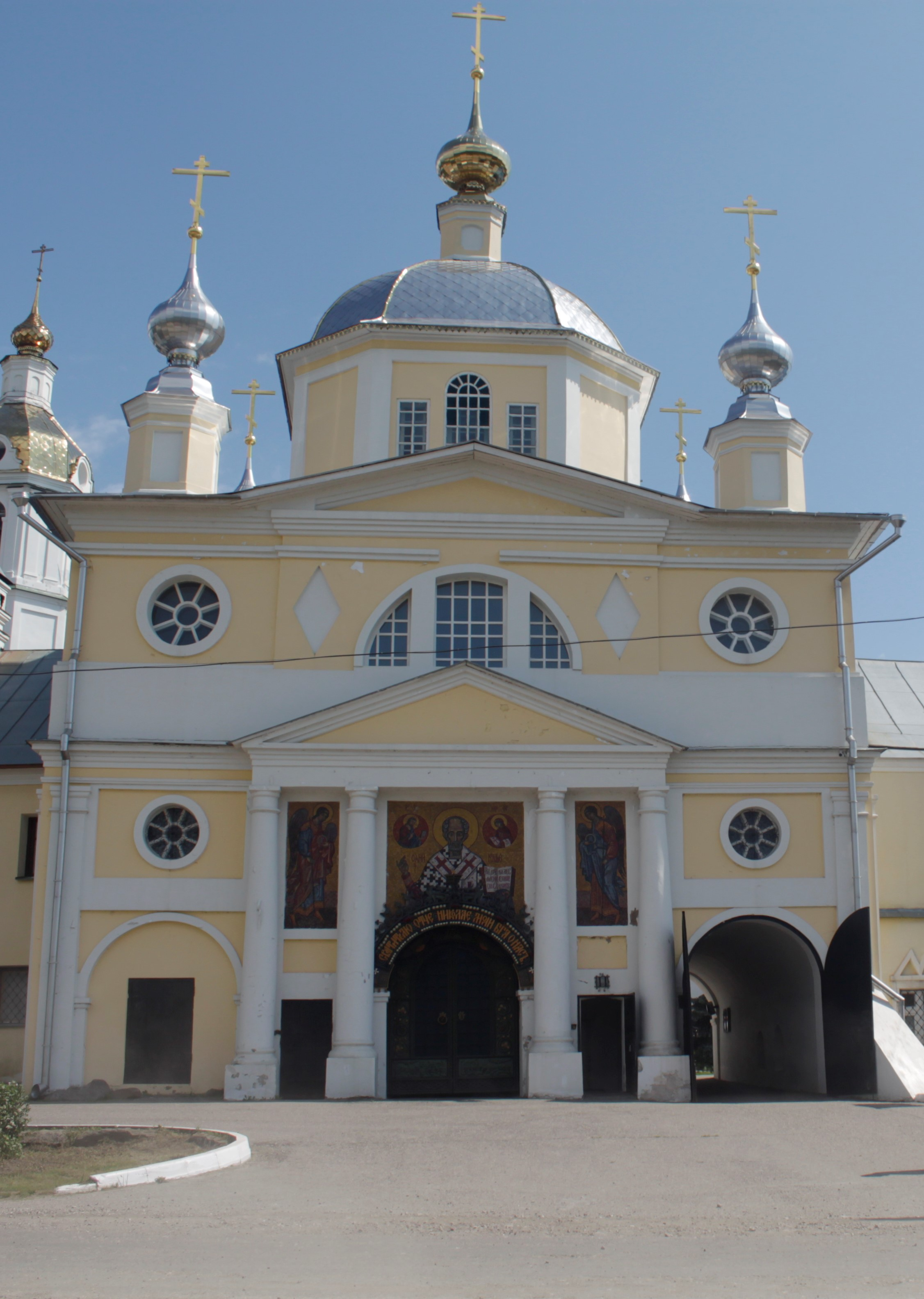
Спасо-Преображенская надвратная церковь. Главный фасад.

Идея строительства надвратной церкви возникла еще в 1696 году, тогда же был заложен первый камень в ее основании. Однако достроена и освящена в честь Преображения Господня она была только в 1813 году.
Достоверных источников свидетельствующих об авторстве проекта данной церкви на 2024 год не обнаруэеено. Однако время постройки и стилистический анализ позволяет выдвинуть предположение, что архитектором данной церкви был работавший в то время на территории Шуйского уезда итальянский архитектор Гауденцио Маричелли.
По своей пространственной-объемной композиции храм представляет собой классический четверик в два света. В нижней части украшен ризалитом с четырехколонным портиком тосканского ордера, во втором ярусе - просветом в виде трехчастного полуциркульного окна. Четверик перекрыт пологим сводом. по углам которого расположены восьмигранные глухие барабаны, увенчанные главами луковичной формы на конусообразных «ножках». Четверик заканчивается световым восьмигранным барабаном прорезанный окном-серлианой, купол которого венчает еще одна главка по форме и размеру идентичная нижним. По христианской традиции храм с четырьмя главами и центральной-пятой, приподнятой над остальными, символизирует четырех евангелистов с Христом в центре.
Данная церковь является прекрасным образцом храмовой архитектуры региона первой трети XIX века. Построенная в стиле классицизма церковь прекрасно сохранилась и является уникальной в своем роде и по архитектуре, и по степени сохранности. Из работ  Г. Маричелли это единственная сохранившаяся в Ивановской области, и вторая из двух оставшихся в стране (первая — церковь Сергия Радонежского 1810 г.).  Другие известные храмы его авторства: храм Святителя Николая и Троицкий собор (в ансамбле Покровского монастыря г. Иваново) были полностью уничтожены в годы советской власти, церковь Рождества Богородицы с. Михайловское - сильно руинирована.